# 지방도 제359호선
지방도 제359호선은 경기도 고양시 일산서구 대화동과 경기도 파주시 문산읍 선유리를 잇는 경기도의 지방도이다.
파주시 구간은 원래 운정신도시 이후 교하동 (교하삼거리) - 맥금동 (금촌사거리) - 야동동 - 갈현사거리 구간으로 지정되어 있었으나 2012년 말부터 이 구간이 교하동 (교하삼거리) - 하지석동 - 갈현리 - 갈현사거리 구간으로 변경되었다.

## 연혁
- 2005년 3월 28일 : 지방도 제359호선을 새로 지정[1]
- 2023년 6월 7일 : 문산 ~ 내포간 도로 1공구(파주시 문산읍 내포리 ~ 문산리) 820m 구간 확장 개통[2]
- 2024년 11월 12일 : 문산 ~ 내포간 도로 2공구(파주시 문산읍 내포리) 1.16km 구간 확장 개통[3]

## 주요 경유지
- 고양시
  - 일산서구 일산 지하차도사거리 - 덕이삼거리 - 서울도시가스, 일산푸르지오 더센트럴 - 태극단사거리 - 탄현역 - 일산가구단지사거리 - 광성교회

- 파주시
  - 운정동 광성교회 - (한빛지하차도) - 운정호수공원 - 한길지하차도 - 가람마을 3, 4, 6단지
  - 교하동 와동 교차로 - 교하삼거리 - 교하동 행정복지센터 - 하지석동 - 곡능천교 - 북진교
  - 탄현면 갈현사거리 - 축현리 - 탄현초등학교 - 금산삼거리 - 오금교 - 오금리 - 문지리 - 삼성초등학교 - 금승산업단지 입구 - 금승사거리 - 낙하리
  - 문산읍 내포리 - 임월교 - 임월교 교차로 - 문산시외버스터미널 - 선유1리